# Laurence Cottle
Laurence Cottle este un basist electric, probabil cel mai cunoscut pentru contribuția avută pe albumul trupei Black Sabbath Headless Cross din 1989. A apărut în promo-ul videoclipului piesei de titlu, lansată ca single dar nefiind membru oficial al formației nu a apărut pe produsul final.